# 19263 Lavater
19263 Lavater este un asteroid din centura principală de asteroizi.

## Descriere
19263 Lavater este un asteroid din centura principală de asteroizi. A fost descoperit pe 21 iulie 1995 la Tautenburg de Freimut Börngen. El prezintă o orbită caracterizată de o semiaxă mare de 2,67 ua, o excentricitate de 0,22 și o înclinație de 2,9° în raport cu ecliptica.